# Lietuvos monetų kalykla
La Lietuvos monetų kalykla zecca di stato della Lituania.

## Storia
Le prime monete d'argento del Granducato di Lituania furono coniate sotto il regno del granduca Algirdas. Il conio di monete d'argento europee, come i denari ed i groat, iniziò alla zecca di Vilnius, un secolo dopo, sotto il regno del granduca Alessandro.
Sotto il regno del granduca Sigismondo il Vecchio, furono coniate le prime monete datate 1508. Il conio delle monete lituane fu esteso sotto Sigismondo Augusto, quando fu prodotta una vasta gamma di monete (denari, ducati, groat e talleri).
Nel corso del XVI e XVII secolo l'attività di coniazione delle officine di Vilnius e Kaunas fu fiorente, tuttavia, furono chiuse nel 1666 durante la Repubblica delle Due Nazioni.
Dopo la proclamazione dell'indipendenza della Lituania, il 2 novembre 1918, e l'introduzione del litas, il 1º ottobre 1922, la zecca ricominciò a coniare monete. Le monete del 1925, del 1936 e del 1938 sono state coniate nello stabilimento di Spindulys a Kaunas.
Nel 1992, la Lietuvos monetų kalykla iniziò a coniare le monete da 1, 2 e 5 centai. Nel 1997, è cambiato il design delle monete da 10, 20 e 50 centai e nel 1998 furono realizzate anche nuove monete da 1, 2 e 5 litai. Più tardi, le monete da 2 e 5 litai furono sostituite da monete bimetalliche.
Dal 1993, la Lietuvos monetų kalykla ha cominciato a coniare monete commemorative. La prima banconota commemorativa da 10 litai in cupronickel è stata emessa per celebrare il 60º anniversario del sorvolo dell'Atlantico con Steponas Darius e Stasys Girėnas. La prima moneta da 50 litai in argento è stata emessa nel 1995 per celebrare il 50º anniversario dell'indipendenza della Lituania.
La Lietuvos monetų kalykla è stata istituita 10 dicembre 1990 con delibera del governo lituano.
Nel 2005 la società, già detenuta dallo Stato, è stata trasformata in una società per azioni chiusa, ad azionista unico, le cui azioni appartengono interamente allo stato della Repubblica di Lituania.
Nel giugno 2014, la zecca inizia la coniazione delle monete euro lituane.